# Epirrhoe alternata
The Common Carpet (Epirrhoe alternata) là một loài bướm đêm thuộc họ Geometridae. Nó được tìm thấy khắp miền Cổ bắc và Cận Đông.

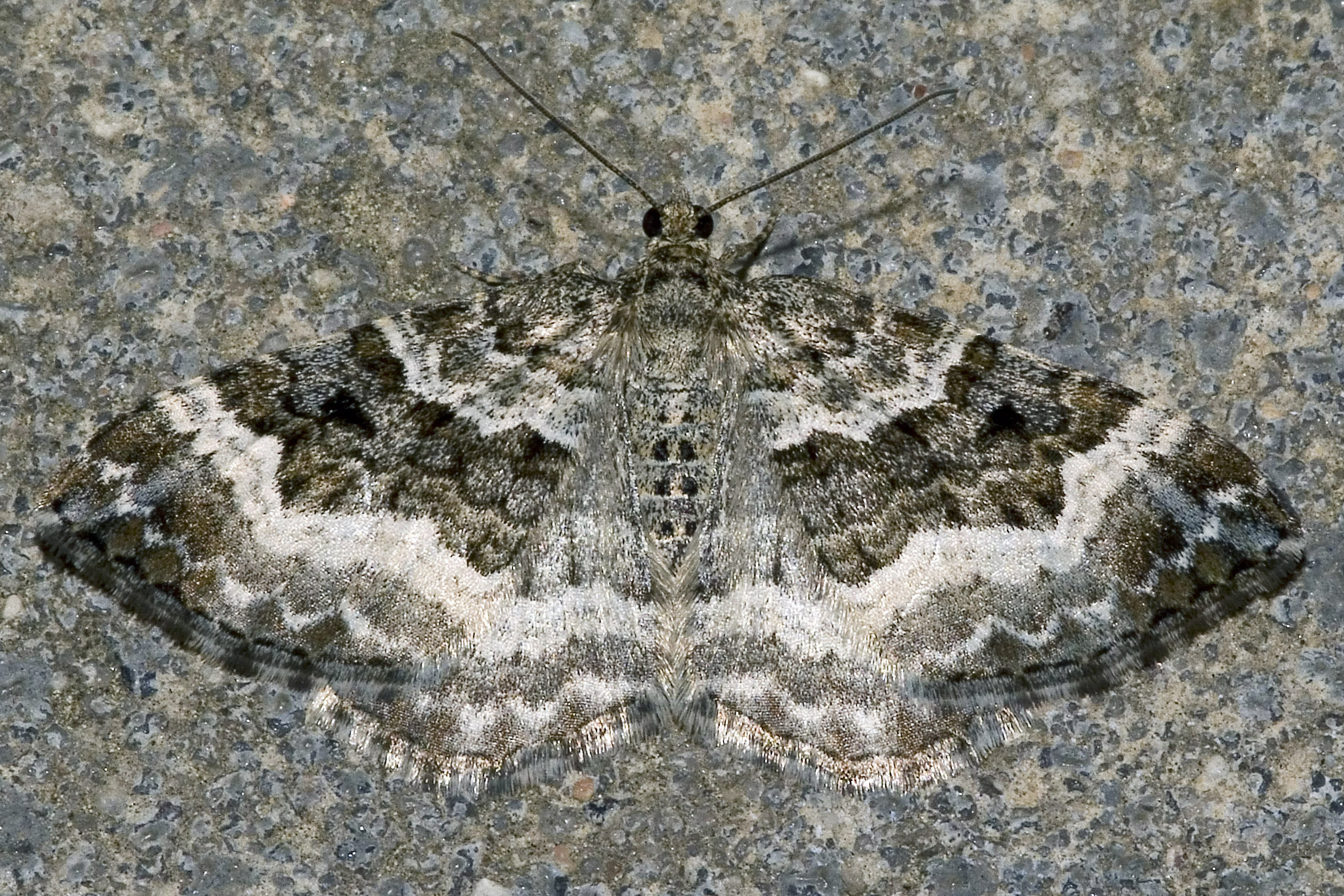

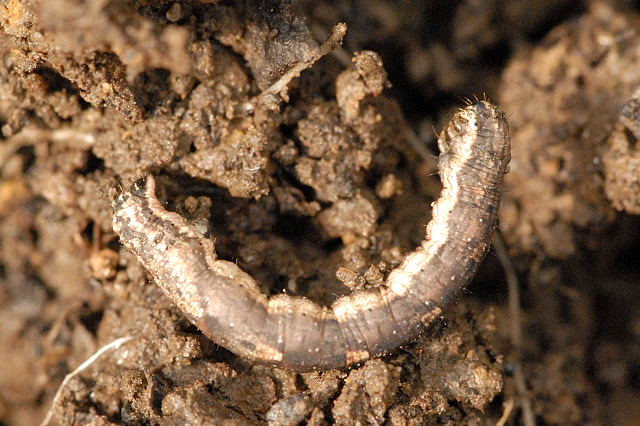
Sâu bướm

Sải cánh dài 27–30 mm. Cánh trước có màu từ xám đến đen.

## Hình ảnh

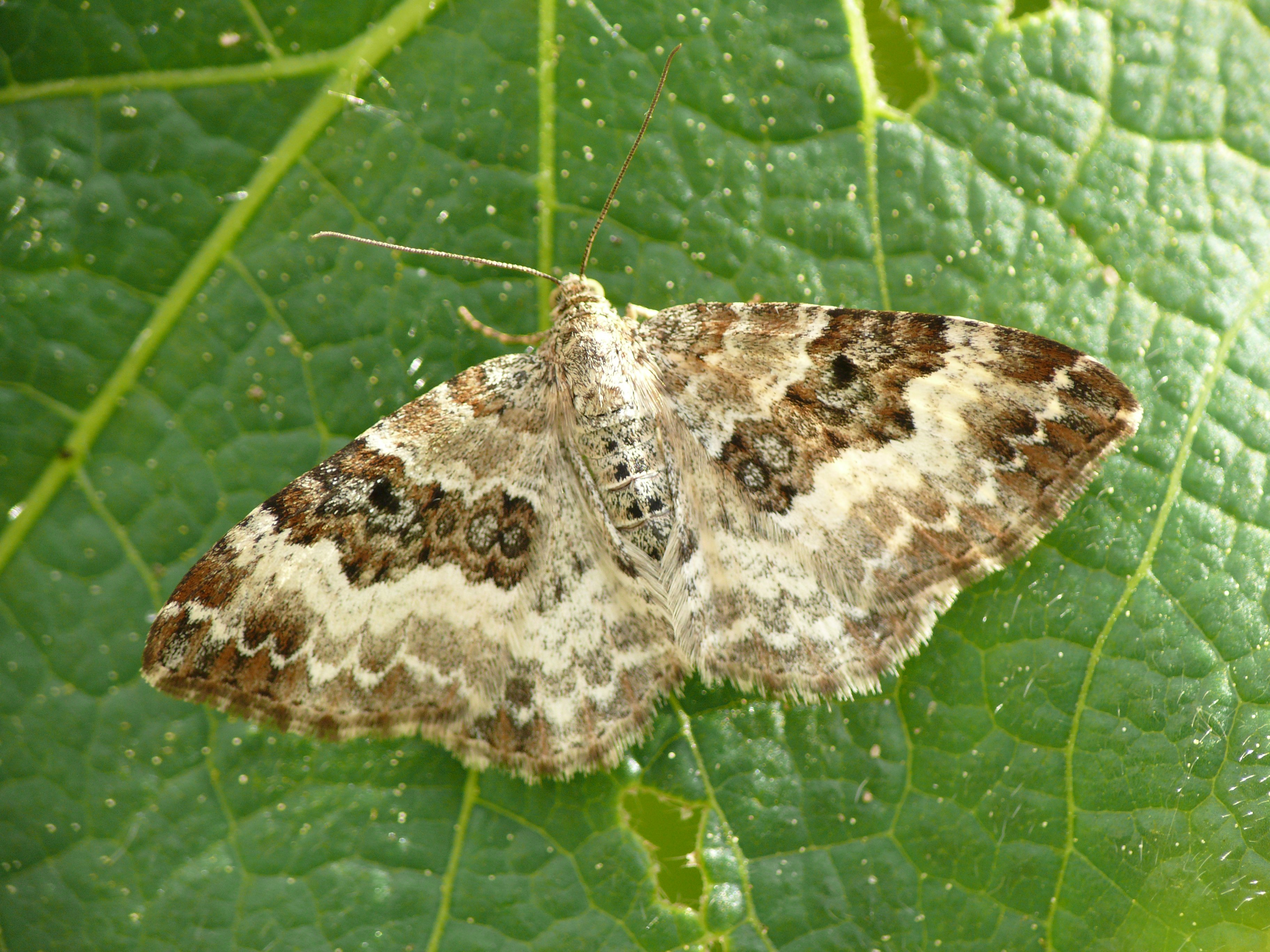
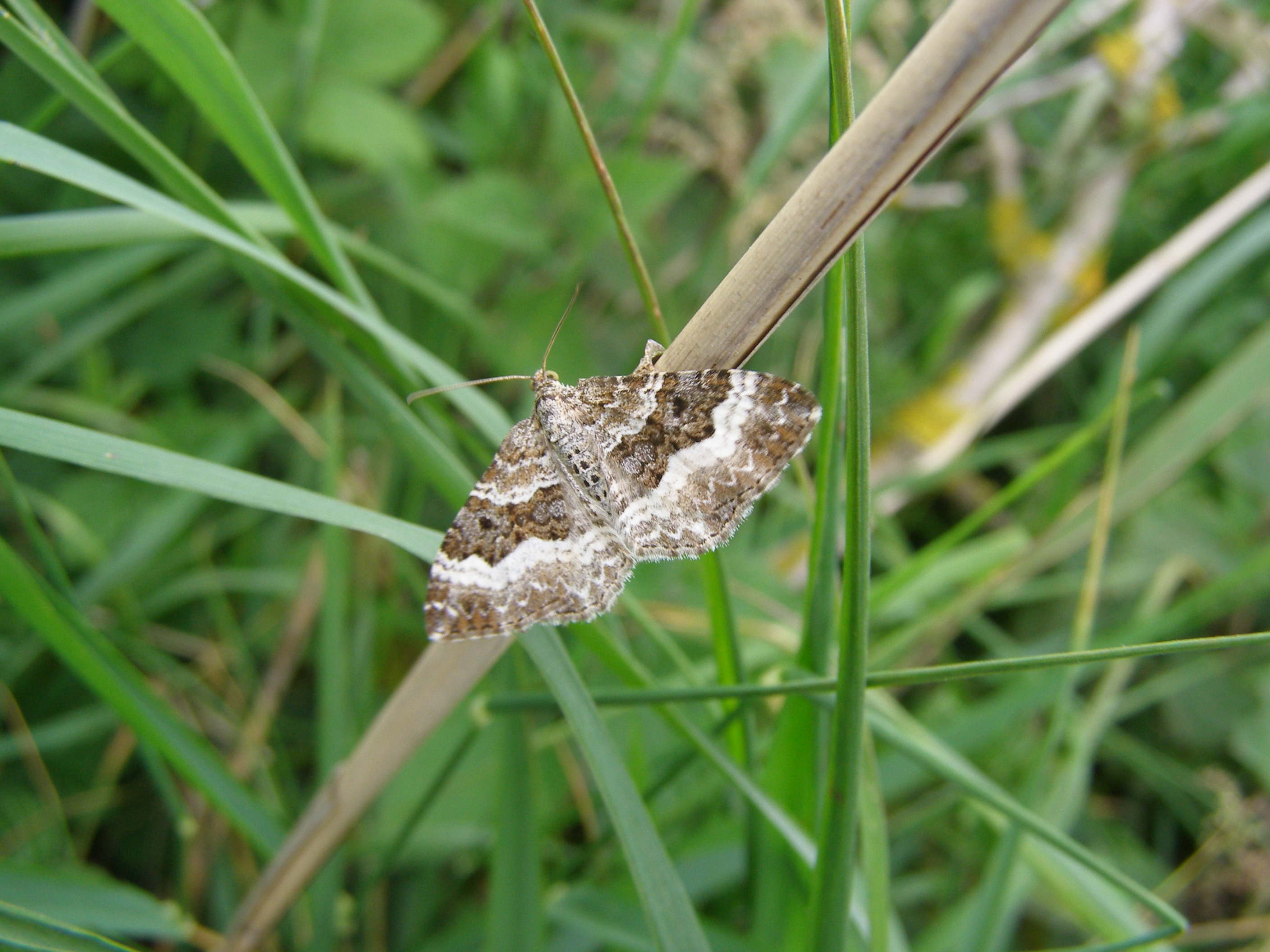
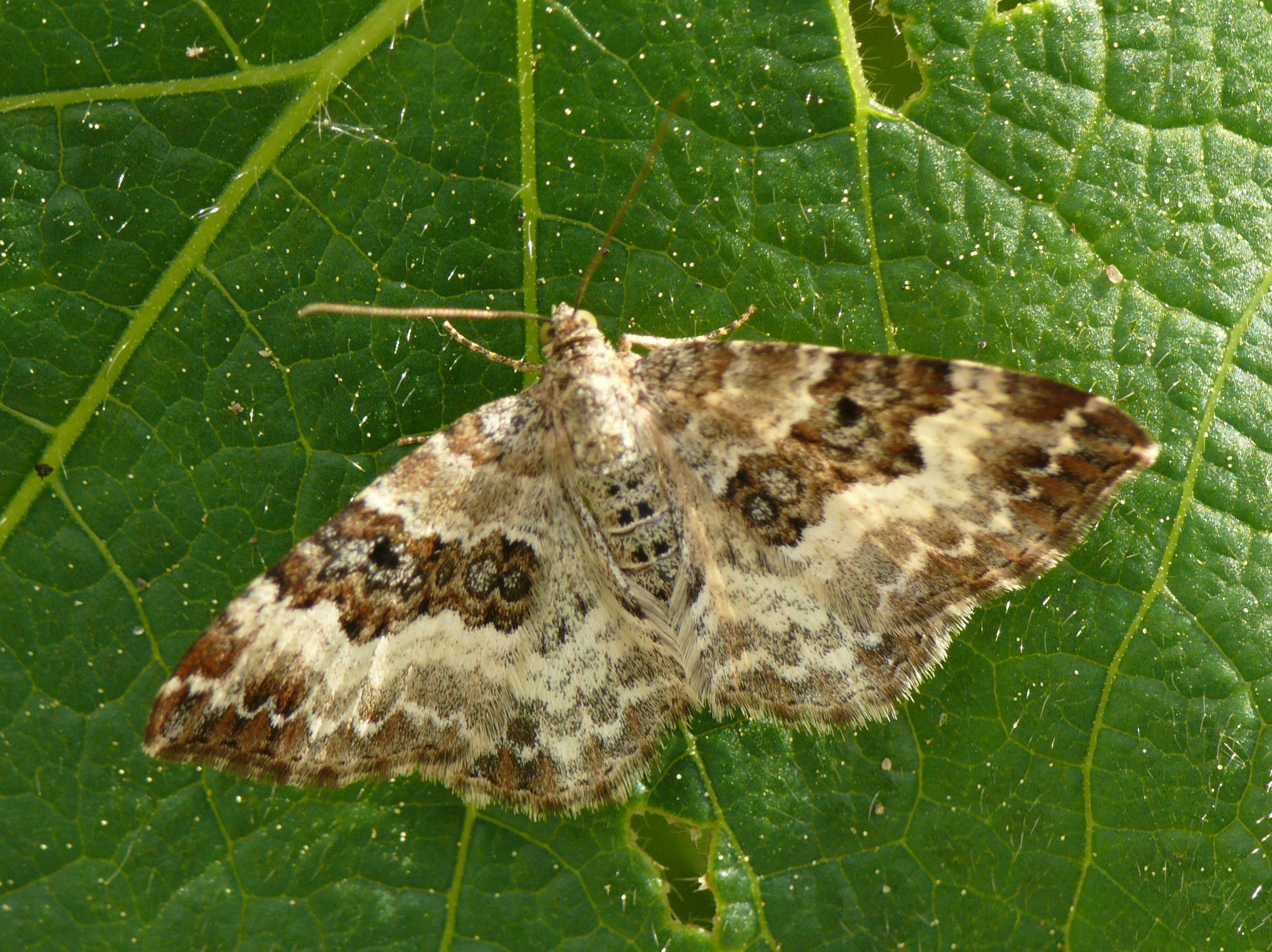
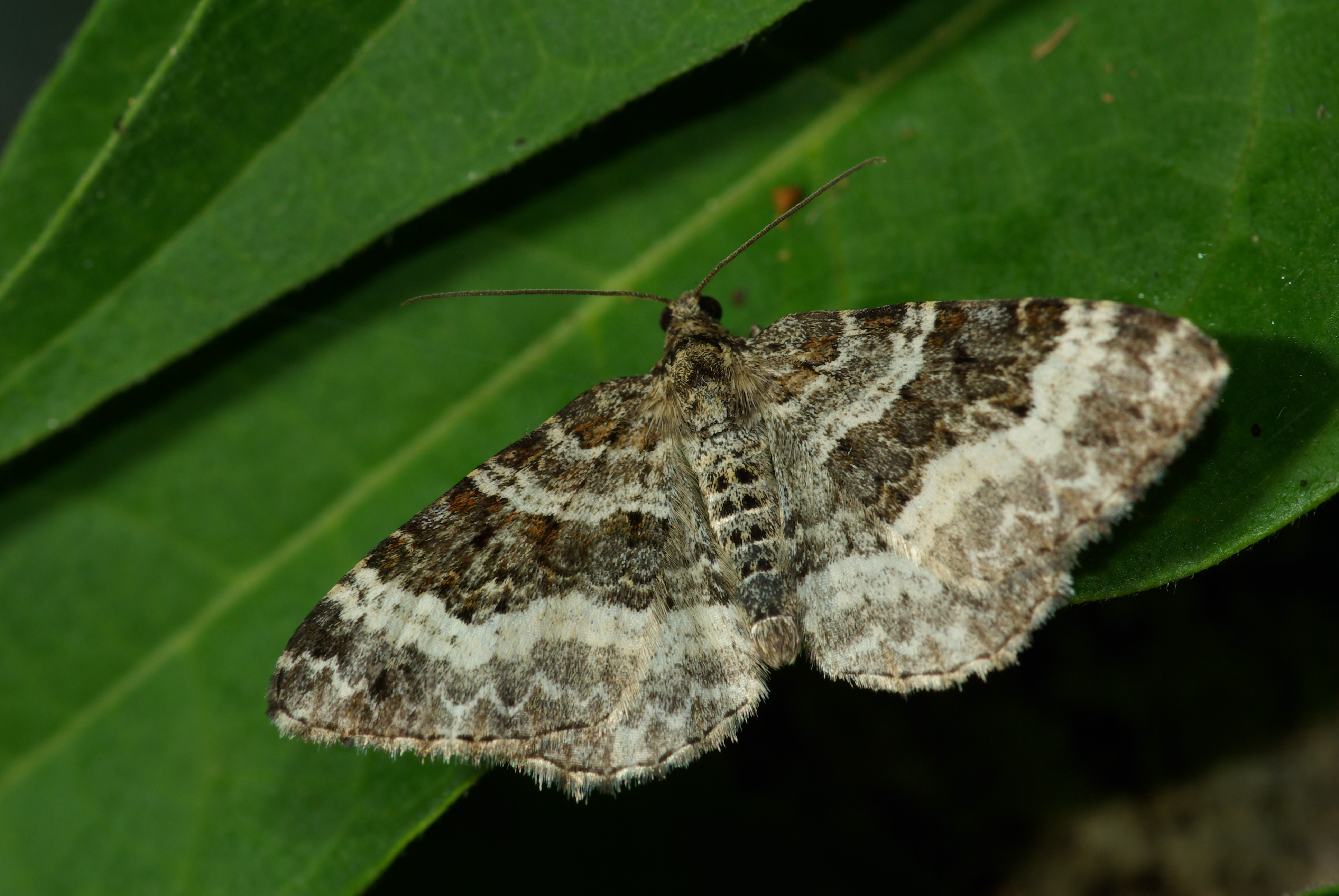